# Ömer Dinçer
Ömer Dinçer né le 10 septembre 1956 à Karaman, est un homme politique et universitaire turc.

## Biographie
Diplôme de la faculté de gestion de l'université Atatürk, il fait son master et son doctorat au faculté de gestion de l'université d'Istanbul. En 1980, il devient assistant au faculté des sciences économiques et administratives de l'université de Marmara, en 1994 il devient professeur des universités. Il est conseiller de maire d'Istanbul Recep Tayyip Erdoğan (1994-1997). Entre 1999-2003, à l'université Beykent; il est vice-président de l'université, doyen de la faculté des sciences économiques et administratives et directeur de l'Institut des sciences sociales. En 2003, il est conseiller principal du premier ministre Recep Tayyip Erdoğan, ensuite il est secrétaire d'État (premier haut-fonctionnaire de Turquie) (2003-2007). Il est député d'Istanbul (2007-2015), ministre du Travail et de la Sécurité sociale (2009-2011) et ministre de l'Éducation nationale (2011-2013).